# Vườn quốc gia Lauca
Vườn quốc gia Lauca nằm ở xa về phía bắc Chile, trong dãy núi Andes. Nó có diện tích 1.379 km ² của sơn nguyên và núi, chủ yếu là diện tích của ngọn núi lửa Parinacota. Khu dự trữ quốc gia Las Vicuñas nằm ở phía nam của vườn quốc gia, và hai khu vực được bảo vệ cùng với Tượng đài tự nhiên Salar de Surire hình thành Khu dự trữ sinh quyển Lauca. Vườn quốc gia cũng tiếp giáp với Vườn quốc gia Sajama của Bolivia.

## Vị trí
Nó nằm cách Arica 145 km (90 dặm) về phía đông và Putre 12 km (7,5 dặm) về phía tây, trong khoảng 18 ° 03 ' - 18 ° 27' Nam và 69 ° 02' - 69 ° 39' Tây. Độ cao của vườn quốc gia dao động từ 3.200 m (1.050 ft) đến 6.342 mét (2.081 ft).

## Địa lý
Một trong những điểm thu hút chính của Lauca là khu vực tích các hồ nước nhỏ được hình thành bởi hai Hồ Chungará và Cotacotani, nằm ở chân của Núi lửa Payachata. Các ngọn núi lửa hùng vĩ khác cũng là một phần tạo nên quốc gia bao gồm Guallatiri và Acotango. Tính năng của vườn quốc gia Lauca bao gồm các địa điểm khảo cổ, các dung nham và miệng núi lửa. Vườn quốc gia cũng là nơi tọa lạc thị trấn Parinacota với nhà thờ thuộc địa của nó.
Thượng nguồn của sông Lauca cũng là một phần của vườn quốc gia và giáp về phía tây là sông Lluta.
Tuyến đường quốc tế 11 của Chile đi qua khu bảo tồn này. Nó chạy từ Đường 5 trong vùng lân cận của thành phố Arica đến đèo Tambo Quemado và cung cấp con đường đi chính đến Lauca.

## Tự nhiên
Vườn quốc gia nằm trong vùng sinh thái khô Trung tâm Andes. Động vật tại đây bao gồm các loài động vật có vú là lạc đà Vicuña, lạc đà không bướu, lạc đà Alpaca, lạc đà Guanaco, huemul, báo sư tử và sóc chuột Vicacha. Đây cũng là một trong những khu bảo tồn chim tốt nhất tại Chile với hơn 140 loài chim như Cò quăm Puna, Ngỗng Andes, Cuốc khổng lồ, Chim Tinamou Puna, Chim cộc trắng bạc má, Vịt mào, Thần ưng Andes, Hồng hạc Chile.
Thực vật bao gồm hơn 400 loài thực vật có mạch phát triển. Thảm thực vật thích nghi với môi trường khắc nghiệt và những thảo nguyên Andes.